# Pavilhão do Território
O Pavilhão do Território da Expo 98 foi concebido e dirigido pelo artista Leonel Moura enquanto encomenda do então MEPAT.
Revelava Portugal e a suas diferentes regiões sob uma faceta moderna, dinâmica e virada para o futuro. 

## Conteúdos
A exposição era de percurso livre, e iniciava-se com uma sala dedicada à cidade do Porto, onde estava o maior cálice de vinho do Porto do mundo. Numa câmara escura, uma simulação acelerada por computador mostrava a evolução da cidade do Porto desde a sua fundação. 
Uma outra sala continha um simulador 3D onde se podia "sobrevoar" uma imagem de satélite do país (à semelhança do actual Google Earth).
O pavilhão terminava com um filme projectado continuamente sobre a zona metropolitana de Lisboa, onde, filmado de forma poética, uma menina vestida de vermelho percorria as várias zonas à volta e dentro de Lisboa: Alcochete, Seixal, Sintra, Cabo Espichel, Arrábida, o rio Tejo e o Metro. Em algumas sequências, efeitos especiais criavam momentos utópicos, como rios na Baixa Pombalina e a Igreja de Sta. Engrácia no meio de um campo verdejante onde agricultores lavravam.  

## Depois da Expo '98
Pouco tempo após o fecho da exposição, o Pavilhão do Território foi reconvertido para acolher o Bowling Internacional de Lisboa, que aí operou durante vários anos. Finalmente, acabou por ser demolido.